# Cades (Síria)
Cades (Kadesh) ou Cadexe é uma cidade cananeia localizada no rio Orontes, onde hoje é a Síria ocidental. Ela foi identificada com a atual Tel Nebi Mend, ao sudeste de Homs. O lugar é conhecido principalmente por ter sido onde foi decorreu a Batalha de Cades travada no século XIII a.C. entre os impérios egípcio e hitita. No local pode também ter-se erguido a cidade helénica de Laodicea ad Libanum (Laodiceia do Líbano ou "Laodiceia perto do Líbano"; em grego: Λαοδίκεια η κατά Λίβανον), também chamada Laodiceia Scabiosa ou Laodiceia Cabiosa.[carece de fontes?]

## História
Cades é mencionada pela primeira vez em fontes egípcias em que Tutemés III (r. 1479–1426 a.C.) do Egito derrotou uma insurreição síria sob a liderança do príncipe de Cades na Batalha de Megido, na Palestina. Então, Cades permaneceu um posto avançado da influência egípcia até ficar sob o domínio hitita, em 1 340 a.C.. Durante o século XIII a.C., Cades ocupou uma posição estratégica no caminho da expansão egípcia na Síria. Então, o faraó Seti I (r. 1290–1279 a.C.) capturou Cades, e, após a sua morte, de acordo com os anais de Mursil II (r. 1321–1295 a.C.) dos hititas, a cidade voltou a estar nas mãos dos hititas, em 1 304 a.C.. Cades, então, sumiu depois da invasão dos povos do mar, em 1 185 a.C..

### Batalha de Cades

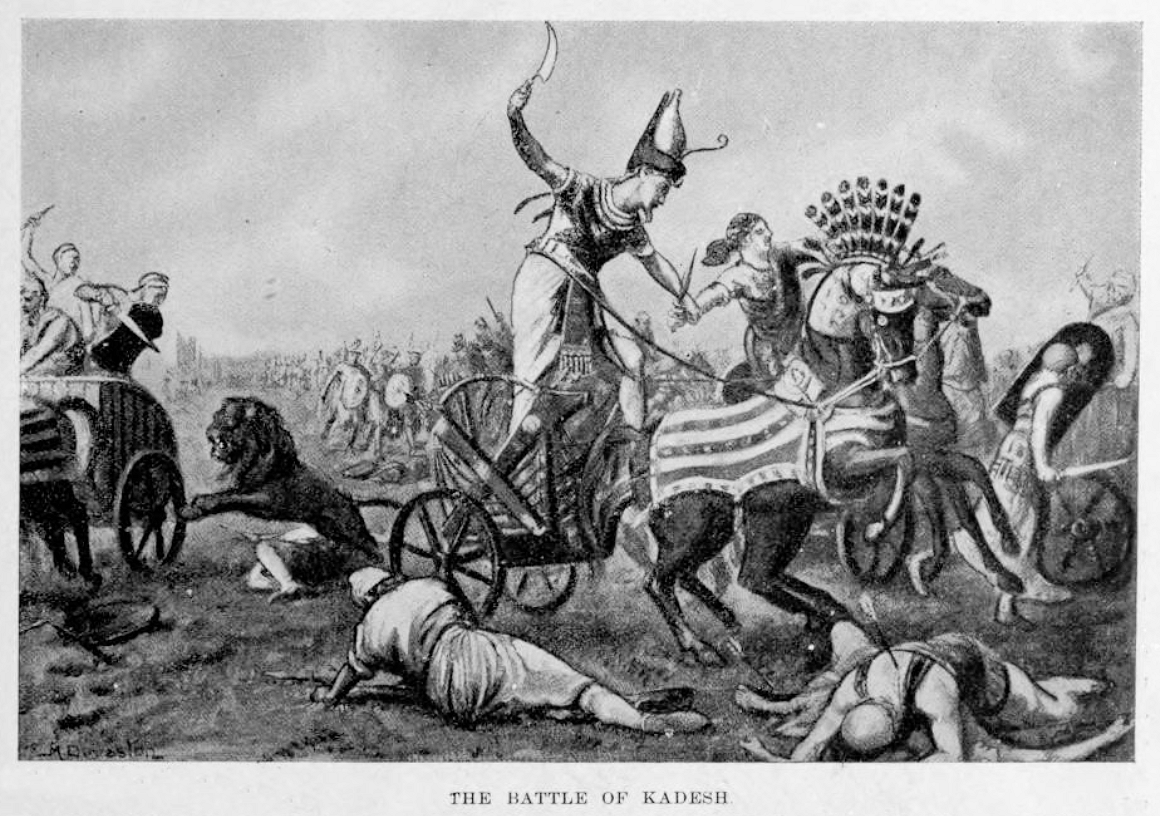
Batalha de Cades por Patrick Gray, 1900.

Em 1 275 a.C., ocorreu a Batalha de Cades entre os soldados de Ramessés II (r. 1279–1213 a.C.) do Egito e de Muatal II (r. 1295–1272 a.C.) dos hititas, uma das maiores batalhas de carruagem do mundo, localizado no rio Orontes. O exército de Ramessés havia tido 20.000 infantaria e 2.000 carros . Infelizmente, os "desertores" eram agentes leais de seu inimigo. Liderados por Muatal, os hititas estavam por perto: com 40 000 soldados de infantaria e 3 000 carros e depois atacaram rapidamente.
Durante os meses de março e abril, a cidade Pi-Ramessés (Ávaris) havia sido uma "colmeia" de atividade, com as unidades designadas, reunindo-se, cada uma, à sua divisão de exército. Uma outra indicação da campanha iminente dos egípcios foi o aumento do números de tropas estrangeiras entre os regulares do Império Egípcio, com inclusão de núbios, serdéns, cananeus e líbios.
Na batalha, sem a vantagem do choque, os carros hititas pareciam lentos e desajeitados; os veículos egípcios mais leves os manobraram com facilidade. Ramessés, decidido e ousado, conseguiu arrancar das garras da derrota, se não da vitória, pelo menos um empate honroso. Ambos os lados reivindicaram Cades como um triunfo, e o faraó teve seus templos enfeitados com relevos comemorativos. No entanto, o resultado foi inconclusivo. Tanto que, quinze anos depois, os dois lados voltaram a Cades para concordar com um pacto de não agressão - o primeiro exemplo conhecido na história.